# Solanum ursinum
Solanum ursinum är en potatisväxtart som beskrevs av Henry Hurd Rusby. Solanum ursinum ingår i släktet skattor som ingår i familjen potatisväxter. Inga underarter finns listade i Catalogue of Life.